# Сеад Чаушевић
Сеад Чаушевић (Тузла, 15. септембар 1949) је босанскохерцеговачки политичар, члан Главног одбора Социјалдемократске партије БиХ, бивши премијер Тузланског кантона и бивши посланик у Парламенту ФБиХ.

## Биографија
Чаушевић је 1968. године завршио Гимназију у Грачаници, а 1972. године Правни факултет у Сарајеву. Ожењен је и има двоје дјеце.
Радио је као судија на Општинском суду у Грачаници од 1973. до 1977. године. Од 1982. до 2000. године био је директор, а од 2000. до 2005. године замјеник директора предузећа „Графопак” Грачаница.

## Политичка каријера
Чаушевић је 1978. године био секретар Општине Грачаница, а од 1978. до 1982. године предсједник Извршног одбора те општине. Као члан СДП БиХ био је посланик у Парламенту ФБиХ од 2005. до 2011. године.
На сједници Скупштине Тузланског кантона 10. фебруара 2011. изгласана је нова влада тог кантона, на челу са Сеадом Чаушевићем. Иста Влада, заједно са Чаушевићем, смијењена је на сједници Скупштине одржаној 15. маја 2013. године. Две седмице касније, на хитној сједници Скупштине ТК одржаној 31. маја, изабрана је нова Влада, састављена од скоро половине претходно смијењених министара, укључујући и Чаушевића, који је поново именован за премијера.
Чаушевић је тренутно је члан Главног одбора СДП БиХ.

### Протести у фебруару 2014.
У Тузли су почетком фебруара 2014. године почели организовани протести на које је изашло неколико хиљада људи, углавном радника пропалих приватизованих фирми и незадовољних грађана. Незадовољни радници протестовали су због наводних криминалних приватизација њихових фирми, а у почетку су од Владе кантона тражили исплату једнократне новчане помоћи у износу од 250 евра, повезивање радног стажа и осигурање права на лијечење, као и да се „спасу фирме које се још могу спасити”. Након покушаја насилног сузбијања протеста, затражена је неопозива оставка Сеада Чаушевића, министра МУП-а Тузланског кантона Зорана Теофиловића, као и цијеле владе тог кантона.
Након ескалације протеста и паљења зграда Владе Тузланског кантона и Општине Тузла, Сеад Чаушевић је поднио оставку на мјесто премијера, што је и био један од захтјева демонстраната.